# الهروب من لوس أنجلوس
الهروب من لوس أنجلوس (بالإنجليزية: Escape from L.A.) هو فيلم حركة تم إنتاجه في الولايات المتحدة وصدر في سنة 1996. الفيلم من إخراج جون كاربتنر وكتابة جون كاربتنر وكيرت راسل. من بطولة كيرت راسل وستيسي كيتش وستيف بوشيمي وكليف روبرتسون وبام غرير.

## القصة
في سنة 2000 يضرب زلزال لوس أنجلوس ويتسبب في فيضان وادي سان فيرناندو مما يتسبب في تحول المنطقة إلى جزيرة. أحد المرشحين لرئاسة الولايات المتحدة يقول أن لوس أنجلوس مكان للخطيئة وهذه عقوبة من الرب. لاحقا يفوز بمنصب الرئيس ويعلن أن أي شخص لا يعمل وفق القوانين الجديدة سيتم نفيه إلى جزيرة لوس أنجلوس. يتم القبض على سنيك بليسكن (كيرت راسل) على خلفية سلسلة من الجرائم ويتم العرض عليه استرجاع سلاح مهم من الجزيرة.

## الميزانية والإيرادات
بلغت تكلفة إنتاج الفيلم حوالي 50 مليون دولار بينما حقق إيرادات تقدر بـ 25.5 مليون دولار.

## وصلات خارجية
- الهروب من لوس أنجلوس على موقع IMDb (الإنجليزية)
- الهروب من لوس أنجلوس على موقع ميتاكريتيك (الإنجليزية)
- الهروب من لوس أنجلوس على موقع الموسوعة البريطانية (الإنجليزية)
- الهروب من لوس أنجلوس على موقع روتن توميتوز (الإنجليزية)
- الهروب من لوس أنجلوس على موقع نتفليكس (الإنجليزية)
- الهروب من لوس أنجلوس على موقع قاعدة بيانات الأفلام العربية
- الهروب من لوس أنجلوس على موقع ألو سيني (الفرنسية)
- الهروب من لوس أنجلوس على موقع Turner Classic Movies (الإنجليزية)
- الهروب من لوس أنجلوس على موقع أول موفي (الإنجليزية)
- الهروب من لوس أنجلوس على موقع بوكس أوفيس موجو (الإنجليزية)